# Sabicea cana
Sabicea cana är en måreväxtart som beskrevs av Joseph Dalton Hooker. Sabicea cana ingår i släktet Sabicea och familjen måreväxter. Inga underarter finns listade i Catalogue of Life.